# 4-甲基吡啶
4-甲基吡啶是一种有机化合物，化学式为CH3C5H4N，是具有刺激性气味的液体。4-甲基吡啶是甲基吡啶的三种异构体之一，它是合成其它杂环化合物的构建模块。其共轭酸4-甲基吡啶鎓离子的pKa为5.98，比吡啶高约0.7。

## 生产和应用
4-甲基吡啶既可从煤焦油中分离出来，也能工业合成。它在氧化物催化剂的存在下通过乙醛和氨的反应生成，但这种方法也会产生一些2-甲基吡啶。4-甲基吡啶的本身价值很小，但是其他商业上重要的物种的前体，如合成某些药物。4-甲基吡啶进行氨氧化反应，生成4-氰基吡啶，它是多种其他衍生物的前体，如抗结核药物异烟肼的前体。